# Podhorany (district de Nitra)
Pour les articles homonymes, voir Podhorany.
Podhorany est un village de Slovaquie situé dans la région de Nitra.

## Histoire
Première mention écrite du village en 1113.

## Démographie

### Évolution de la population
| Année:               | 1994. | 2004.    | 2014.   | 2024.   |
| -------------------- | ----- | -------- | ------- | ------- |
| Nombre de personnes: | 1400  | 1062     | 1095    | 1154    |
| Différence:          |       | -24,14 % | +3,10 % | +5,38 % |

| Année:               | 2023. | 2024.   |
| -------------------- | ----- | ------- |
| Nombre de personnes: | 1168  | 1154    |
| Différence:          |       | -1,19 % |